# Street & Smith
Street & Smith war ein US-amerikanischer Buch-, Zeitschriften- und Comic-Verlag aus New York City.

## Geschichte
Der Verlag wurde 1855 von Francis Scott Street und Francis Shubael Smith als Verlag für preiswerte Taschenbücher, Pulp-Magazine und Zeitschriften gegründet. 
Der Verlag druckte auch Comichefte ab 1940, darunter die Pulp-Helden The Shadow und Doc Savage.
Das Unternehmen wurde 1959 vom Verlag Condé Nast aufgekauft.